# Rivkî, Slavuta
Rivkî (în ucraineană Рівки) este un sat în comuna Velîkîi Sknît din raionul Slavuta, regiunea Hmelnîțkîi, Ucraina.

## Demografie
Componența lingvistică a localității Rivkî
     Ucraineană (99,3%)
     Alte limbi (0,7%)
Conform recensământului din 2001, majoritatea populației localității Rivkî era vorbitoare de ucraineană (99,3%), existând în minoritate și vorbitori de alte limbi.